# Мук
Мук (кор. 묵) — блюдо корейской кухни, желе из крахмала зерновых, бобов или орехов, например, гречихи, кунжута или желудей. Мук само по себе почти безвкусно, поэтому к нему подают соевый соус, кунжутное масло, мелко нарезанный зелёный лук или ким (корейское нори), а также порошок красного перца, а сервируют с овощами.

## Блюда с муком

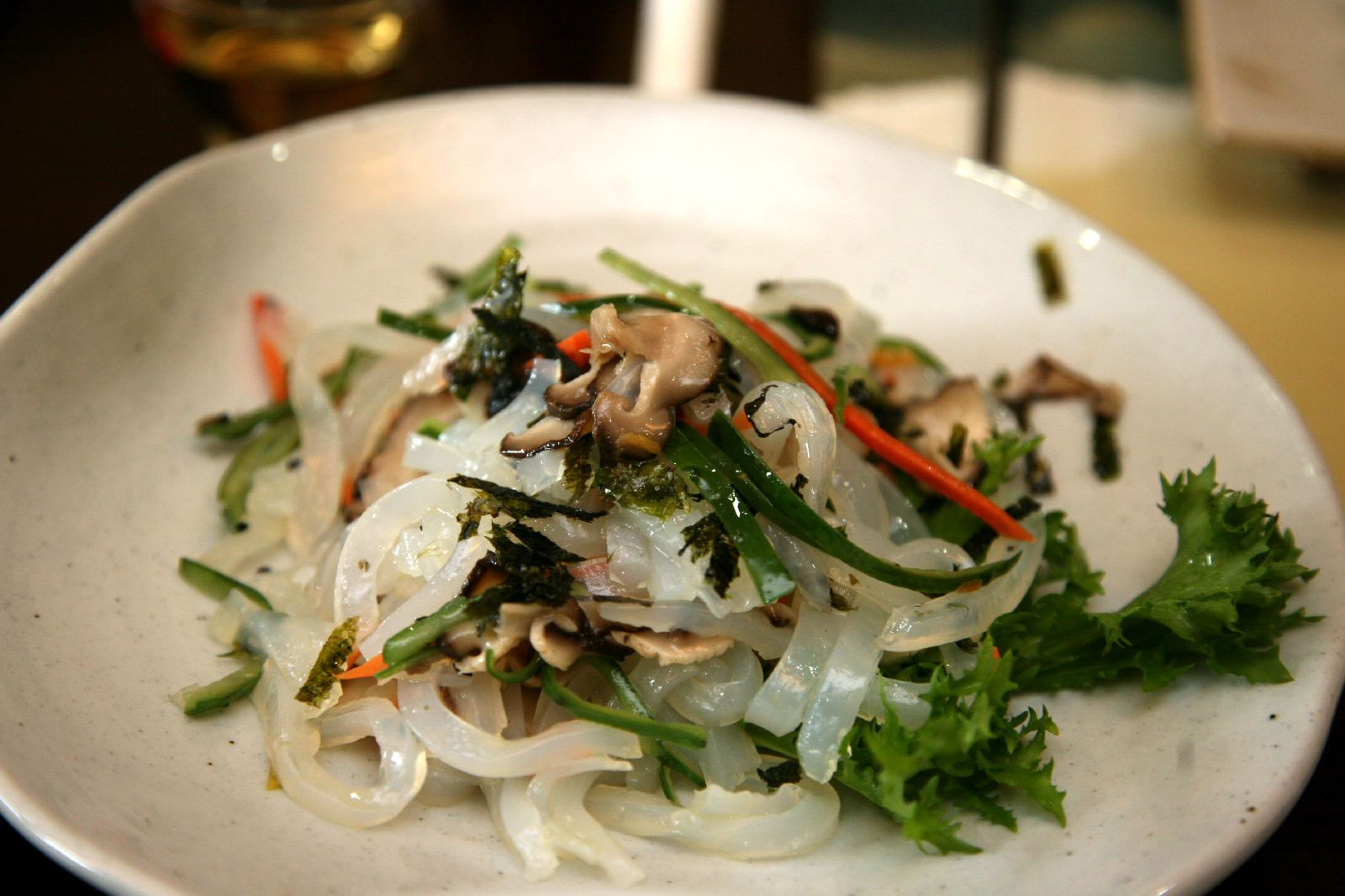
Тханъпхёнъчхэ

- Мукмучхим (묵무침), мук с канджаном (корейский соевый соус), кунжутным или перилловым маслом, мелко нарезанным зелёным луком, кунжутным семенем и порошковым красным перцем. Также может включать ломтики огурца и листовые овощи (белокочанную капусту, салат или пекинскую капусту). Единственный допустимый гарнир к нему —  ким[2].
- Тханъпхёнъчхэ (탕평채), тонко нарезанный ноктумук, говядина, овощи и водоросли[3].
- Мукпоккым (묵볶음), поккым, то есть, жареный мук с соусом[1].
- Мукчанъгаджи (묵장아찌), мук, маринованный в канджане[4].
- Мукчонюо (묵전유어), также мукчон (묵전), нарезанный мук, обвалянный в крахмале адзуки и обжаренный на сковороде[5].
- Муксабаль (묵사발) или мукпап (묵밥), холодный суп с муком и овощами[6].

## Разновидности

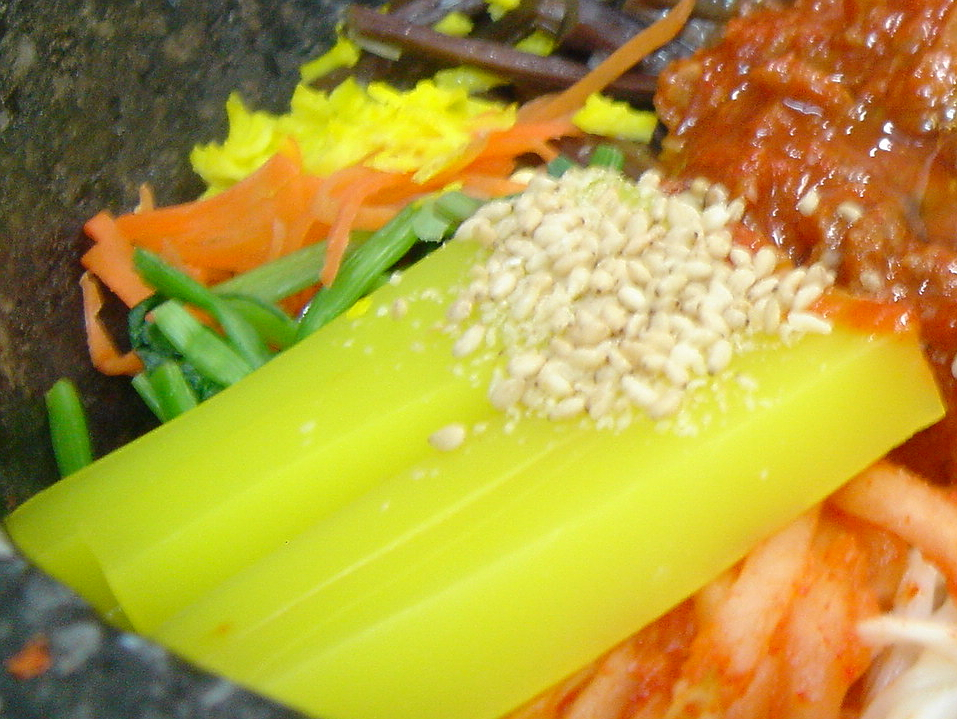
Хванъпхомук в пибимбапе

Мук имеет несколько разновидностей

### Хванъпхомук
Хванъпхомук (황포묵), также «норанъмук (노랑묵) — мук из бобов мунг. Хванъпхомук жёлтый, так как в него добавляют плоды гардении. Эта разновидность мука ассоциируется с кухней Чолла, это популярная закуска в Намвоне и Чонджу (оба города расположены в Чолла-Пукто), там его добавляют чонджуский пибимбап.
Как и другие виды мука, хванъпхомук часто подают нарезанным на небольшие кусочки, политым уксусом, соевым соусом и с другими приправами, такое блюдо называется хванъпхомук-мучхим (황포묵무침).

### Мемильмук

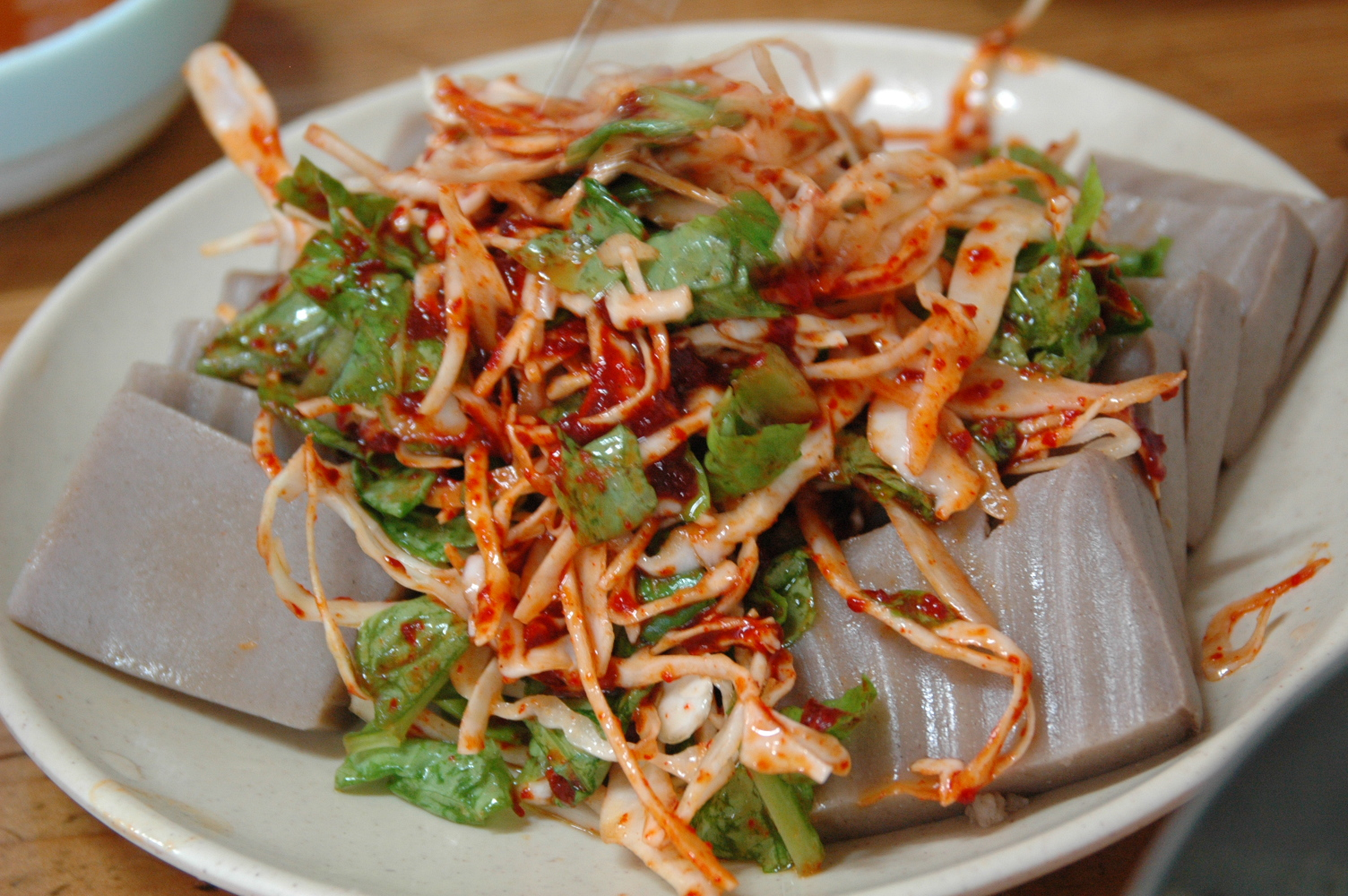
Мемильмук мучхим

Мемильмук (메밀묵) — мук из гречишного крахмала. Он светло-коричневого цвета и обычно употребляется в составе мемильмук мучхим (메밀묵무침), панчхана (закуски): кусочки мемильмука подают с кимчхи, растёртыми кунжутными семенами и соевым соусом.
Мемильмук был популярен с середины XX века, его продают на улицах Южной Кореии подают в ресторанах. При употреблении соджу мемильмук подают в качестве анджу (хангыль: 안주, ханча: 按酒, закуски к алкоголю). Считается, что токеби (корейский дух, аналогичный японскому цукумогами) не может устоять перед мемильмуком.

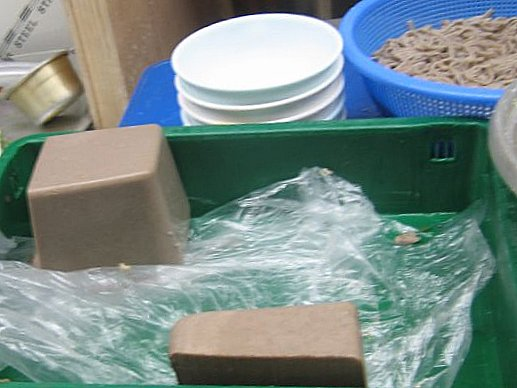
кубики мемильмука
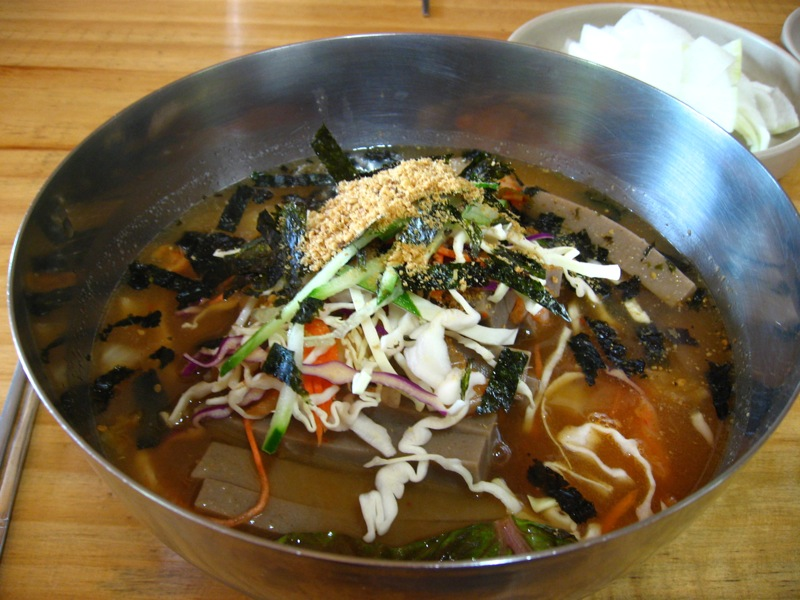
мемильмук сабаль, холодный суп с мемильмуком

### Ноктумук

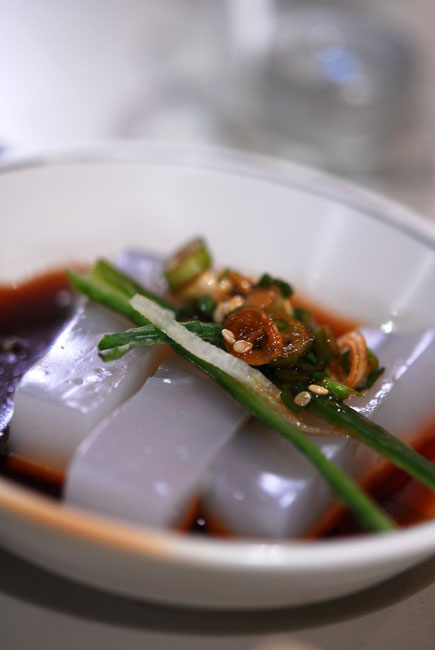
Ноктумук

Ноктумук («желе из бобов мунг», буквально: «желе из зелёных бобов») — мук из крахмала маша. Также встречается название чхонъпхомук (청포묵, 淸泡묵; букв. «чистое пенное желе»), по цвету. Подкрашенный гарденией ноктумук называется хванъпхомуком, «жёлтым пенным желе».
Ноктумук подают холодным, обычно в качестве панчхана (ноктумук мунчхим, 녹두묵무침), политым соевым соусом или уксусом. Это блюдо часто подают на празднествах, в частности, свадьбах. Ноктумук также является основным ингредиентом блюда корейской придворной кухни тханъпхёнъчхэ. Для его приготовления ноктумук жюльенируют, поджаривают на сковороде полоски говядины и овощи, а затем подают с соевым соусом, уксусом, сахаром, кунжутным семенем, солью и кунжутным маслом.

### Прочие разновидности
- Тотхоримук (도토리묵), желе из желудей;
- Ккэмук (깨묵), из кунжутного крахмала.